# Günter Sebert
Günter Sebert (* 29. Mai 1948 in Mannheim) ist ein ehemaliger Fußballspieler und -trainer.

## Spieler
Günter Sebert begann seine Karriere 1957 als Neunjähriger in der D-Jugend des SV Waldhof Mannheim, ehe er 1967 in die erste Mannschaft berufen wurde. Während seiner aktiven Zeit war Sebert ausschließlich für den SV Waldhof aktiv. Er absolvierte rund 700 Pflichtspiele für die Blau-Schwarzen, davon 128 in der Bundesliga, bei denen er 13 Tore erzielte. Er ist Ehrenspielführer und mit 592 absolvierten Punktspielen Rekordspieler beim SV Waldhof Mannheim. 1983 führte Sebert die Waldhöfer als Kapitän zum Aufstieg in die Bundesliga. Die beste Platzierung dort war Rang sechs in der Saison 1984/85. Seine Spielerkarriere beendete Sebert 1987 im Alter von 39 Jahren.

## Trainer
1986 begann Sebert neben seiner Tätigkeit als Kapitän des SV Waldhofs an seiner Trainerkarriere zu arbeiten. Von 1986 bis 1988 war Sebert Co-Trainer der Blau-Schwarzen. 1988 bis 1991 war Sebert Chef-Trainer der Waldhöfer. Er erreichte mit der Mannschaft 1988/89 den zwölften Platz, musste aber im folgenden Jahr mit den Waldhöfern absteigen. Danach durchlief Sebert einige Trainerstationen bei Hertha BSC, den Stuttgarter Kickers und dem 1. FC Nürnberg, ehe er 1996 für ein halbes Jahr zum SV Waldhof Mannheim zurückkehrte. Von 1997 bis 2001 trainierte Sebert den Lokalrivalen VfR Mannheim. Einer seiner größten Erfolge als Trainer war der Aufstieg in die 2. Bundesliga mit dem Regionalligisten SSV Jahn Regensburg im Jahr 2003. Sebert wurde dennoch nach Differenzen mit dem damaligen Regensburger Vorstand entlassen. Unter den Fans des SSV Jahn Regensburg galt diese Entscheidung als umstritten und wurde als einer der Gründe genannt, wieso der SSV noch in derselben Saison wieder den Abstieg in die Regionalliga Süd hinnehmen musste. Darauf folgte von 2003 bis 2005 seine bisher letzte Trainerstation beim SV Sandhausen.

## Beruf
Günter Sebert ist gelernter Dreher und arbeitete bei Bopp & Reuther in Mannheim, später war er bei der Stadt Mannheim beschäftigt, ehe er sich ganz dem Fußball widmete. Von Januar 2009 bis April 2013 war er Sportlicher Leiter beim SV Waldhof.
1986 veröffentlichte Sebert seine Biografie Waldhof ist mein Leben.